# Seznam katastrálních území v okrese Havlíčkův Brod
V této tabulce je uveden kompletní výčet katastrálních území Okresu Havlíčkův Brod, včetně rozlohy a sídel, které na nich leží.
| Název KÚ                        | Sídla                                             | Obec                 | km2   |
| ------------------------------- | ------------------------------------------------- | -------------------- | ----- |
| A                               | A                                                 | A                    |       |
| Babice u Okrouhlice             | Babice                                            | Okrouhlice           | 4,09  |
| Bačkov                          | Bačkov                                            | Bačkov               | 3,13  |
| Barovice                        | Barovice                                          | Libice nad Doubravou | 1,43  |
| Bartoušov                       | Bartoušov                                         | Bartoušov            | 5,92  |
| Bělá u Jedlé                    | Bělá, Tasice                                      | Bělá                 | 4,07  |
| Benátky u Ždírce nad Doubravou  | Benátky                                           | Ždírec nad Doubravou | 1,64  |
| Benetice u Světlé nad Sázavou   | Benetice                                          | Světlá nad Sázavou   | 3,81  |
| Bezděkov u Krásné Hory          | Bezděkov, Hlavňov                                 | Krásná Hora          | 3,77  |
| Bezděkov u Libice nad Doubravou | Bezděkov, Hařilova Lhotka, Štěpánov               | Bezděkov             | 5,35  |
| Bílek                           | Bílek                                             | Chotěboř             | 6,77  |
| Bohumilice u Kožlí              | Bohumilice                                        | Kožlí                | 2,78  |
| Bojiště                         | Bojiště                                           | Bojiště              | 3,02  |
| Boňkov                          | Boňkov                                            | Boňkov               | 2,08  |
| Borek u Chotěboře               | Borek                                             | Borek                | 2,26  |
| Bratroňov                       | Bratroňov                                         | Krásná Hora          | 1,95  |
| Broumova Lhota                  | Broumova Lhota                                    | Krásná Hora          | 3,09  |
| Břevnice                        | Břevnice                                          | Břevnice             | 3,36  |
| Březinka u Havlíčkova Brodu     | Březinka                                          | Havlíčkův Brod       | 1,97  |
| Budeč nad Želivkou              | Budeč                                             | Hněvkovice           | 3,23  |
| Cibotín                         | Cibotín                                           | Česká Bělá           | 4,11  |
| Čachotín                        | Čachotín                                          | Čachotín             | 6,3   |
| Čečkovice u Jeřišna             | Čečkovice                                         | Čečkovice            | 2,42  |
| Čekánov                         | Čekánov                                           | Krásná Hora          | 2,41  |
| Česká Bělá                      | Česká Bělá                                        | Česká Bělá           | 11,89 |
| Česká Jablonná                  | Česká Jablonná                                    | Přibyslav            | 3,86  |
| Český Dvůr                      | Knyk                                              | Knyk                 | 1,44  |
| Číhošť                          | Číhošť                                            | Číhošť               | 4,96  |
| Dálčice                         | Dálčice, Košťany                                  | Vilémov              | 2,6   |
| Dlouhá Ves u Havlíčkova Brodu   | Dlouhá Ves                                        | Dlouhá Ves           | 10,77 |
| Dobkov                          | Dobkov                                            | Chotěboř             | 3,24  |
| Dobrá                           | Dobrá                                             | Přibyslav            | 5,43  |
| Dobrá Voda Lipnická             | Dobrá Voda Lipnická                               | Dolní Město          | 1,77  |
| Dobrá Voda u Jedlé              | Dobrá Voda                                        | Jedlá                | 3,43  |
| Dobrnice                        | Dobrnice                                          | Leština u Světlé     | 8     |
| Dobrohostov                     | Dobrohostov                                       | Lípa                 | 3,19  |
| Dobrovítova Lhota               | Dobrovítova Lhota                                 | Trpišovice           | 1,44  |
| Dolní Bohušice                  | Světlá nad Sázavou                                | Světlá nad Sázavou   | 2,61  |
| Dolní Březinka                  | Dolní Březinka, Horní Březinka                    | Světlá nad Sázavou   | 2,19  |
| Dolní Dlužiny                   | Dolní Dlužiny                                     | Světlá nad Sázavou   | 1,58  |
| Dolní Jablonná                  | Dolní Jablonná                                    | Přibyslav            | 3,53  |
| Dolní Krupá u Havlíčkova Brodu  | Dolní Krupá, Chrast                               | Dolní Krupá          | 7,92  |
| Dolní Město                     | Dolní Město, Smrčensko                            | Dolní Město          | 8,42  |
| Dolní Vestec                    | Dolní Vestec, Horní Vestec                        | Slavíkov             | 2,35  |
| Dolní Věžnice                   | Věžnice                                           | Věžnice              | 7,55  |
| Druhanov                        | Druhanov                                          | Druhanov             | 3,91  |
| Dubí                            | Dubí                                              | Herálec              | 2,3   |
| Frýdnava                        | Frýdnava                                          | Habry                | 5,67  |
| Golčův Jeníkov                  | Golčův Jeníkov                                    | Golčův Jeníkov       | 10,18 |
| Habrek                          | Habrek                                            | Ledeč nad Sázavou    | 1,64  |
| Habrovčice                      | Habrovčice                                        | Hněvkovice           | 1,35  |
| Habry                           | Habry                                             | Habry                | 13,62 |
| Havlíčkova Borová               | Havlíčkova Borová                                 | Havlíčkova Borová    | 17,56 |
| Havlíčkův Brod                  | Havlíčkův Brod                                    | Havlíčkův Brod       | 18,3  |
| Herálec                         | Herálec                                           | Herálec              | 9,2   |
| Heřmanice u Vilémova            | Bučovice, Heřmanice                               | Heřmanice            | 4,55  |
| Hlohov                          | Hlohov                                            | Číhošť               | 1,98  |
| Hluboká u Krucemburku           | Hluboká                                           | Krucemburk           | 2,94  |
| Hněvkovice u Ledče nad Sázavou  | Hněvkovice                                        | Hněvkovice           | 3,21  |
| Horní Bohušice                  | Josefodol, Světlá nad Sázavou                     | Světlá nad Sázavou   | 1,6   |
| Horní Dlužiny                   | Horní Dlužiny                                     | Světlá nad Sázavou   | 2,81  |
| Horní Krupá u Havlíčkova Brodu  | Horní Krupá, Lysá, Údolí, Zálesí                  | Horní Krupá          | 11,3  |
| Horní Lhotka                    | Dolní Lhotka, Horní Lhotka                        | Maleč                | 1,87  |
| Horní Paseka                    | Horní Paseka                                      | Horní Paseka         | 9,35  |
| Horní Sokolovec                 | Dolní Sokolovec, Horní Sokolovec                  | Dolní Sokolovec      | 2,84  |
| Horní Studenec                  | Horní Studenec, Ždírec nad Doubravou              | Ždírec nad Doubravou | 6,02  |
| Horní Věžnice                   | Věžnice                                           | Věžnice              | 6,31  |
| Hostovlice                      | Hostovlice                                        | Vilémov              | 3,48  |
| Hradec u Ledče nad Sázavou      | Hamry, Hradec                                     | Hradec               | 5,67  |
| Hranice u Malče                 | Blatnice, Hranice                                 | Maleč                | 2,93  |
| Hroznětín u Číhoště             | Hroznětín                                         | Číhošť               | 2,23  |
| Hřiště                          | Hřiště                                            | Přibyslav            | 4,41  |
| Hudeč                           | Hudeč                                             | Podmoklany           | 1,16  |
| Hurtova Lhota                   | Hurtova Lhota                                     | Hurtova Lhota        | 2,98  |
| Chlístov u Okrouhlice           | Chlístov                                          | Okrouhlice           | 1,77  |
| Chloumek                        | Chloumek, Křemenice, Nehodovka, Spálava           | Libice nad Doubravou | 6,1   |
| Chotěboř                        | Chotěboř                                          | Chotěboř             | 17,42 |
| Chotěměřice                     | Chotěměřice                                       | Hněvkovice           | 2,3   |
| Chrtníč                         | Chrtníč                                           | Chrtníč              | 6,61  |
| Chřenovice                      | Chřenovice                                        | Chřenovice           | 6,98  |
| Chuchel                         | Chuchel                                           | Jeřišno              | 2,47  |
| Chválkov                        | Chválkov                                          | Lípa                 | 1,35  |
| Chyška                          | Chyška                                            | Úsobí                | 3,71  |
| Jedlá                           | Jedlá                                             | Jedlá                | 2,83  |
| Jedouchov                       | Jedouchov                                         | Věž                  | 2,86  |
| Jeníkovec                       | Jeníkovec                                         | Maleč                | 1,24  |
| Jeřišno                         | Heřmaň, Jeřišno, Podhořice                        | Jeřišno              | 5,33  |
| Jilem u Sedletína               | Jilem                                             | Jilem                | 6,45  |
| Jilemník                        | Jilemník                                          | Havlíčkův Brod       | 2,92  |
| Jiříkov u Kamene                | Jiříkov                                           | Kámen                | 4,17  |
| Jitkov                          | Jitkov                                            | Jitkov               | 4,56  |
| Kámen u Habrů                   | Kámen                                             | Kámen                | 4,46  |
| Kamenice u Herálce              | Kamenice                                          | Herálec              | 4,35  |
| Kamenná Lhota                   | Dolní Paseka, Kamenná Lhota                       | Kamenná Lhota        | 5,98  |
| Kladruby u Libice               | Kladruby                                          | Libice nad Doubravou | 1,52  |
| Klanečná                        | Klanečná                                          | Havlíčkův Brod       | 1,37  |
| Klášter u Vilémova              | Klášter                                           | Vilémov              | 6,45  |
| Klokočov                        | Klokočov, Klokočovská Lhotka                      | Klokočov             | 2,22  |
| Klouzovy u Chotěboře            | Klouzovy                                          | Chotěboř             | 1,64  |
| Kněž                            | Kněž                                              | Tis                  | 3,86  |
| Kněžská                         | Kněžská                                           | Šlapanov             | 2,75  |
| Knyk                            | Knyk, Rozňák                                      | Knyk                 | 5,07  |
| Kobylí Hlava                    | Kobylí Hlava                                      | Golčův Jeníkov       | 6,78  |
| Kocourov u Slavíkova            | Dlouhý, Kocourov                                  | Slavíkov             | 2,72  |
| Kohoutov u Ždírce nad Doubravou | Kohoutov                                          | Ždírec nad Doubravou | 3,87  |
| Kochánov                        | Kochánov                                          | Kochánov             | 3,05  |
| Kochánov u Lipničky             | Kochánov                                          | Světlá nad Sázavou   | 2,99  |
| Koječín                         | Koječín                                           | Herálec              | 3,93  |
| Kojetín u Havlíčkova Brodu      | Kojetín                                           | Kojetín              | 8     |
| Kojkovice                       | Krásná Hora                                       | Krásná Hora          | 2,73  |
| Kojkovičky                      | Kojkovičky                                        | Krásná Hora          | 1,25  |
| Koňkovice                       | Koňkovice, Remuta, Smrčná                         | Trpišovice           | 3,53  |
| Kouty u Bojiště                 | Kouty                                             | Kouty                | 3,72  |
| Kozlov u Ledče nad Sázavou      | Kozlov                                            | Kozlov               | 3,39  |
| Kožlí                           | Kožlí                                             | Kožlí                | 8,44  |
| Kraborovice                     | Kraborovice                                       | Kraborovice          | 1,65  |
| Krásná Hora                     | Krásná Hora                                       | Krásná Hora          | 3,1   |
| Krátká Ves                      | Krátká Ves                                        | Krátká Ves           | 5,69  |
| Krucemburk                      | Krucemburk                                        | Krucemburk           | 11,86 |
| Kunemil                         | Kunemil                                           | Kunemil              | 4,49  |
| Kvasetice u Květinova           | Kvasetice                                         | Květinov             | 2,08  |
| Květinov                        | Květinov                                          | Květinov             | 2,36  |
| Květnov                         | Květnov                                           | Havlíčkův Brod       | 3,95  |
| Kyjov u Havlíčkova Brodu        | Dvorce, Kyjov                                     | Kyjov                | 3,96  |
| Kynice                          | Kynice                                            | Kynice               | 3,91  |
| Lány u Libice nad Doubravou     | Lány                                              | Lány                 | 2,04  |
| Ledeč nad Sázavou               | Horní Ledeč, Ledeč nad Sázavou                    | Ledeč nad Sázavou    | 8,97  |
| Leškovice                       | Leškovice                                         | Leškovice            | 4,25  |
| Leština u Herálce               | Leština                                           | Věž                  | 3,12  |
| Leština u Ledče nad Sázavou     | Leština                                           | Kozlov               | 1,85  |
| Leština u Světlé                | Leština u Světlé                                  | Leština u Světlé     | 4,73  |
| Leštinka u Světlé nad Sázavou   | Leštinka                                          | Světlá nad Sázavou   | 4,26  |
| Lhůta                           | Lhůta                                             | Libice nad Doubravou | 2,92  |
| Libice nad Doubravou            | Libice nad Doubravou                              | Libice nad Doubravou | 5,44  |
| Libická Lhotka                  | Libická Lhotka                                    | Libice nad Doubravou | 2,14  |
| Lípa u Havlíčkova Brodu         | Lípa                                              | Lípa                 | 6,53  |
| Lipnice nad Sázavou             | Lipnice nad Sázavou, Vilémovec                    | Lipnice nad Sázavou  | 11,14 |
| Lipnička                        | Lipnička                                          | Světlá nad Sázavou   | 2,4   |
| Lubno u Bačkova                 | Lubno                                             | Habry                | 1,78  |
| Lučice                          | Lučice                                            | Lučice               | 8,51  |
| Macourov                        | Macourov                                          | Žižkovo Pole         | 3,25  |
| Malčín                          | Dobrá Voda, Malčín                                | Malčín               | 12,74 |
| Maleč u Chotěboře               | Maleč                                             | Maleč                | 2,99  |
| Malochyně                       | Malochyně                                         | Libice nad Doubravou | 2,4   |
| Meziklasí                       | Loukov, Meziklasí                                 | Dolní Město          | 3,88  |
| Michalovice u Havlíčkova Brodu  | Michalovice                                       | Michalovice          | 4,09  |
| Mikulášov                       | Mikulášov                                         | Herálec              | 1,56  |
| Mírovka                         | Mírovka                                           | Havlíčkův Brod       | 6,18  |
| Miřátky                         | Miřátky                                           | Vepříkov             | 3,35  |
| Modlíkov u Přibyslavi           | Modlíkov                                          | Modlíkov             | 5,09  |
| Mozolov u Krásné Hory           | Krásná Hora                                       | Krásná Hora          | 1,21  |
| Mrzkovice                       | Mrzkovice                                         | Světlá nad Sázavou   | 2,17  |
| Mstislavice                     | Mstislavice                                       | Bojiště              | 2,65  |
| Nasavrky u Golčova Jeníkova     | Nasavrky                                          | Golčův Jeníkov       | 2,26  |
| Nejepín                         | Nejepín                                           | Nejepín              | 3,79  |
| Nezdín                          | Nezdín                                            | Prosíčka             | 3,11  |
| Nová Ves u Dolních Kralovic     | Nová Ves u Dolních Kralovic, Velká Paseka, Zahájí | Hněvkovice           | 2,07  |
| Nová Ves u Chotěboře            | Nová Ves u Chotěboře, Nový Dvůr                   | Nová Ves u Chotěboře | 12,42 |
| Nová Ves u Leštiny              | Nová Ves u Leštiny                                | Nová Ves u Leštiny   | 5,13  |
| Nová Ves u Světlé nad Sázavou   | Nová Ves u Světlé                                 | Nová Ves u Světlé    | 7,59  |
| Nový Studenec                   | Nový Studenec                                     | Ždírec nad Doubravou | 3,12  |
| Obrvaň                          | Obrvaň                                            | Ledeč nad Sázavou    | 2,56  |
| Okrouhlice                      | Okrouhlice                                        | Okrouhlice           | 2,16  |
| Okrouhlička                     | Okrouhlička, Skřivánek                            | Okrouhlička          | 6,85  |
| Olešenka                        | Olešenka                                          | Olešenka             | 6,85  |
| Olešná u Havlíčkova Brodu       | Olešná                                            | Olešná               | 6,77  |
| Olešná u Ledče nad Sázavou      | Olešná                                            | Kozlov               | 2,19  |
| Olešnice u Okrouhlice           | Olešnice                                          | Okrouhlice           | 5,68  |
| Opatovice u Světlé nad Sázavou  | Opatovice                                         | Světlá nad Sázavou   | 2,69  |
| Ostrov u Ledče nad Sázavou      | Ostrov                                            | Ostrov               | 2,53  |
| Ostružno                        | Ostružno                                          | Borek                | 4,34  |
| Oudoleň                         | Oudoleň                                           | Oudoleň              | 6,47  |
| Ovesná Lhota                    | Ovesná Lhota                                      | Ovesná Lhota         | 5,6   |
| Pavlov u Herálce                | Pavlov u Herálce                                  | Herálec              | 2,87  |
| Pavlov u Ledče nad Sázavou      | Pavlov                                            | Pavlov               | 4,95  |
| Perknov                         | Havlíčkův Brod                                    | Havlíčkův Brod       | 3,7   |
| Peršíkov                        | Peršíkov                                          | Havlíčkova Borová    | 1,62  |
| Petrkov                         | Petrkov                                           | Lípa                 | 3,63  |
| Petrovice u Štoků               | Petrovice                                         | Štoky                | 7,17  |
| Petrovice u Uhelné Příbramě     | Petrovice u Uhelné Příbramě                       | Uhelná Příbram       | 3,81  |
| Počátky u Chotěboře             | Počátky                                           | Chotěboř             | 6,5   |
| Poděbaby                        | Havlíčkův Brod, Poděbaby                          | Havlíčkův Brod       | 5,18  |
| Podmoklany                      | Branišov, Podmoklany                              | Podmoklany           | 3,06  |
| Podmoky u Golčova Jeníkova      | Podmoky                                           | Podmoky              | 9,7   |
| Pohled                          | Pohled                                            | Pohled               | 8,11  |
| Pohleď                          | Pohleď                                            | Pohleď               | 4,35  |
| Poříčí u Přibyslavi             | Poříčí                                            | Přibyslav            | 2,49  |
| Pozovice                        | Pozovice                                          | Štoky                | 4,96  |
| Proseč u Kamene                 | Proseč                                            | Kámen                | 2,92  |
| Prosíčka                        | Dolní Prosíčka, Horní Prosíčka                    | Prosíčka             | 2,4   |
| Předboř u Malče                 | Předboř                                           | Maleč                | 3,06  |
| Přibyslav                       | Přibyslav                                         | Přibyslav            | 10,02 |
| Příjemky                        | Příjemky                                          | Chotěboř             | 4,75  |
| Příseka u Světlé nad Sázavou    | Příseka                                           | Příseka              | 3,21  |
| Pukšice                         | Přísečno, Pukšice                                 | Uhelná Příbram       | 4,92  |
| Radňov u Květinova              | Radňov                                            | Květinov             | 2,65  |
| Radostín u Havlíčkova Brodu     | Radostín                                          | Radostín             | 4,34  |
| Radostovice u Lipničky          | Radostovice                                       | Světlá nad Sázavou   | 1,93  |
| Rankov u Chotěboře              | Rankov                                            | Chotěboř             | 3,32  |
| Rejčkov                         | Rejčkov                                           | Dolní Město          | 4,73  |
| Ronov nad Sázavou               | Ronov nad Sázavou                                 | Přibyslav            | 2,24  |
| Rovný                           | Rovný                                             | Slavíkov             | 2,38  |
| Rozsochatec                     | Jahodov, Rozsochatec                              | Rozsochatec          | 9,24  |
| Rušinov                         | Rušinov                                           | Rušinov              | 2,45  |
| Rybníček u Habrů                | Rybníček                                          | Rybníček             | 3,62  |
| Římovice                        | Římovice                                          | Golčův Jeníkov       | 1,55  |
| Sázavka                         | Sázavka                                           | Sázavka              | 10,99 |
| Sedletín                        | Sedletín                                          | Sedletín             | 4,71  |
| Sechov                          | Sechov                                            | Kožlí                | 3,06  |
| Simtany                         | Simtany                                           | Pohled               | 2,57  |
| Sirákovice                      | Sirákovice                                        | Golčův Jeníkov       | 3,49  |
| Skála u Havlíčkova Brodu        | Skála                                             | Věž                  | 1,93  |
| Skorkov u Herálce               | Skorkov                                           | Skorkov              | 6,21  |
| Skryje u Golčova Jeníkova       | Hostačov, Chrastice, Skryje                       | Skryje               | 4,16  |
| Skuhrov u Havlíčkova Brodu      | Skuhrov                                           | Skuhrov              | 4,99  |
| Slavětín u Oudoleně             | Slavětín                                          | Slavětín             | 2,19  |
| Slavíkov u Chotěboře            | Slavíkov, Štikov, Zálesí                          | Slavíkov             | 5,3   |
| Slavníč                         | Slavníč                                           | Slavníč              | 2,14  |
| Sloupno u Chotěboře             | Sloupno                                           | Sloupno              | 1,86  |
| Služátky                        | Služátky                                          | Služátky             | 3,08  |
| Smilov u Štoků                  | Smilov                                            | Štoky                | 6,59  |
| Sobíňov                         | Sobíňov                                           | Sobíňov              | 6,05  |
| Souboř                          | Souboř                                            | Ledeč nad Sázavou    | 3,86  |
| Spytice                         | Spytice                                           | Vilémov              | 2,48  |
| Staré Ransko                    | Staré Ransko                                      | Krucemburk           | 14,38 |
| Stružinec                       | Stružinec                                         | Ždírec nad Doubravou | 4,11  |
| Stříbrné Hory u Přibyslavi      | Stříbrné Hory                                     | Stříbrné Hory        | 3,73  |
| Střížov u Chotěboře             | Střížov                                           | Chotěboř             | 6,19  |
| Studénka u Štoků                | Studénka                                          | Štoky                | 3,1   |
| Stupárovice                     | Stupárovice                                       | Golčův Jeníkov       | 1,96  |
| Suchá u Havlíčkova Brodu        | Suchá, Svatý Kříž                                 | Havlíčkův Brod       | 7,43  |
| Světlá nad Sázavou              | Dolní Březinka, Světlá nad Sázavou                | Světlá nad Sázavou   | 5,21  |
| Svinný                          | Svinný                                            | Chotěboř             | 4,21  |
| Sychrov u Ledče nad Sázavou     | Sychrov                                           | Ledeč nad Sázavou    | 2,63  |
| Šachotín                        | Šachotín                                          | Šlapanov             | 4,59  |
| Šlapanov                        | Šlapanov                                          | Šlapanov             | 8,64  |
| Šmolovy u Havlíčkova Brodu      | Šmolovy                                           | Havlíčkův Brod       | 4,67  |
| Štěpánov u Leštiny              | Štěpánov                                          | Leština u Světlé     | 2,89  |
| Štoky                           | Štoky                                             | Štoky                | 17,86 |
| Termesivy                       | Herlify, Termesivy                                | Havlíčkův Brod       | 5,06  |
| Tis u Habrů                     | Tis                                               | Tis                  | 10,26 |
| Trpišovice                      | Bilantova Lhota, Trpišovice                       | Trpišovice           | 2,02  |
| Tunochody                       | Tunochody                                         | Číhošť               | 4,94  |
| Údavy                           | Údavy                                             | Ždírec nad Doubravou | 3,72  |
| Uhelná Příbram                  | Jarošov, Uhelná Příbram                           | Uhelná Příbram       | 13,09 |
| Úhořilka                        | Úhořilka                                          | Úhořilka             | 2,53  |
| Úhrov                           | Úhrov                                             | Kraborovice          | 3,62  |
| Úsobí                           | Kosovy, Úsobí                                     | Úsobí                | 9,27  |
| Utín                            | Utín                                              | Přibyslav            | 3,32  |
| Vadín                           | Vadín                                             | Okrouhlice           | 4,89  |
| Veliká                          | Veliká                                            | Bojiště              | 1,6   |
| Vepříkov                        | Vepříkov                                          | Vepříkov             | 8,06  |
| Veselá u Sedletína              | Veselá                                            | Sedletín             | 2,55  |
| Veselice u Havlíčkova Brodu     | Veselice                                          | Havlíčkův Brod       | 1,67  |
| Veselý Žďár                     | Veselý Žďár                                       | Veselý Žďár          | 8,7   |
| Vestecká Lhotka                 | Vestecká Lhotka                                   | Jeřišno              | 2,38  |
| Věž                             | Mozerov, Věž                                      | Věž                  | 6,53  |
| Vilémov u Golčova Jeníkova      | Vilémov                                           | Vilémov              | 5,89  |
| Vilémovice u Ledče nad Sázavou  | Vilémovice                                        | Vilémovice           | 3,85  |
| Víska u Chotěboře               | Víska                                             | Víska                | 3,85  |
| Vlkanov                         | Vlkanov                                           | Vlkanov              | 2,72  |
| Volichov                        | Vítonín, Volichov                                 | Krásná Hora          | 2,72  |
| Vratkov                         | Hostětínky, Modletín, Vratkov                     | Rušinov              | 5,12  |
| Vrbice u Leštiny                | Vrbice                                            | Leština u Světlé     | 2,58  |
| Vrbka u Ledče nad Sázavou       | Vrbka                                             | Ledeč nad Sázavou    | 2,6   |
| Vrtěšice                        | Vrtěšice                                          | Golčův Jeníkov       | 1,29  |
| Vysoká u Havlíčkova Brodu       | Vysoká                                            | Vysoká               | 8,05  |
| Zahájí u Hněvkovic              | Štičí, Zahájí                                     | Hněvkovice           | 3,01  |
| Závidkovice                     | Závidkovice                                       | Světlá nad Sázavou   | 2,35  |
| Zboží                           | Zboží                                             | Habry                | 6,36  |
| Zbožice                         | Zbožice                                           | Havlíčkův Brod       | 2,55  |
| Zdeslavice                      | Zdeslavice                                        | Číhošť               | 2,17  |
| Zdislavice u Herálce            | Zdislavice                                        | Herálec              | 4,43  |
| Zhoř u Vilémova                 | Jakubovice, Zhoř                                  | Vilémov              | 2,37  |
| Zvěstovice                      | Zvěstovice                                        | Zvěstovice           | 3,01  |
| Ždánice u Vilémova              | Ždánice                                           | Vilémov              | 1,29  |
| Ždírec nad Doubravou            | Nové Ransko, Ždírec nad Doubravou                 | Ždírec nad Doubravou | 4,25  |
| Ždírec u Pohledu                | Ždírec                                            | Ždírec               | 2,52  |
| Žebrákov u Světlé nad Sázavou   | Žebrákov                                          | Světlá nad Sázavou   | 3,49  |
| Železné Horky                   | Železné Horky                                     | Havlíčkova Borová    | 3,62  |
| Žižkovo Pole                    | Žižkovo Pole                                      | Žižkovo Pole         | 11,09 |

Celková výměra 1264,99 km2